# Spånga-Tensta
Spånga-Tensta è una delle 14 circoscrizioni di Stoccolma.
L'area è principalmente suddivisa nei quartieri di Bromsten, Flysta, Lunda, Solhem, Sundby e Tensta.